# 鄭麗雲
鄭麗雲（英語：Leigh Wen，1959年—），是一名旅美艺术家，生于台湾台北。鄭麗雲在美國紐約市雀兒喜和台灣工作室。
鄭麗雲是美國聯邦政府的合約畫家，2002年至2012年曾多次擔任美國國務院藝術大使。鄭麗雲曾參與超過十四個國際展覽作品，同時她的作品曾展覽於16處美國大使館、總領事館及世界各政府機構，包括波蘭、丹麥、約旦、菲律賓、新加坡、馬來西亞、包貝多斯、博茨瓦納、賴比瑞亞等歐、亞、非洲的美國領事館。其中，在包貝多斯美國大使館和美國在台協會展出的作品中有8件已被美國聯邦政府收購，成為美國永久收藏。

## 人生經歷
鄭麗雲幼時家境貧穷，父母曾在窯場工作，母親的工作是在瓷器上畫畫，這是鄭麗雲接觸繪畫的開端。鄭麗雲高中時考上了台北的再興中學，但由於喜愛藝術，鄭麗雲後來進入了國立藝專（今國立台灣藝術大學）。鄭麗雲在大學期間成績優秀，1980年被評為亞洲十大傑出才藝青年，1981年獲得美術學士（B.A.）學位。
從國立藝專畢業之後，為了追求更開闊的創作觀，鄭麗雲1983年來到美國留學。1984年鄭麗雲獲得華盛頓州立大學美術學士學位（B.F.A），1985年獲得紐約州立大學藝術碩士學位（M.A），1994年获得紐約州立大學的美術碩士學位（M.F.A）。
1996年鄭麗雲首次在台灣舉辦個人畫展。自從來美國留學之後，鄭麗雲就長期住在美國，但1997年父親去世之後，為了陪伴母親，鄭麗雲開始常回台灣探親，同時也慢慢接觸台灣藝術界。1999年到2005年間鄭麗雲在台灣和西班牙兩地創作，尤其在2002年時鄭麗雲到西班牙北邊的卡特濃那藝術村創作一系列以「大地」為主題的作品。2005年，鄭麗雲應美國第一夫人劳拉·布希（Laura Bush）之邀參訪白宮。2011年，鄭麗雲被美國政府派往非洲包茲瓦納擔任文化大使，考察當地文化藝術。
1996年鄭麗雲在美國紐約市雀兒喜成立工作室Leigh Wen Fine Art。2013年鄭麗雲返回台灣，在陽明山成立工作室。鄭麗雲在陽明山的家中種有花木，花卉同也是她創作的靈感來源。同年鄭麗雲舉辦以花為主題、名為「似花非花」的藝術展覽，向藝術史上的女性藝術家致敬

## 地氣火風
鄭麗雲的作品中多以地、氣、火、風為主題，這源於她常被「造物者大自然的力量震懾，並受東方哲學敬天愛地的思想影響」並且對於自己的權益相當重視。

## 重要收藏單位
- 美國在台協會，台北，台灣
- 美國大使館，巴貝多， 巴貝多
- 永裕居美術館，新北，台灣
- 定潮國城建設，高雄，台灣
- 臺北萬豪酒店，臺北，台灣
- 中悅建設機構，台灣
- 玉山銀行，臺灣臺北
- 中國玉山銀行，廣東，深圳，中國
- 遠雄企業集團，高雄，台灣
- 國泰世華銀行，台北，台灣
- 陸府建設，台中，台灣
- 美國聯邦政府，國務院永久典藏，美國華盛頓
- 紐約世貿中心大樓，美國紐約
- 國立臺灣美術館，臺灣
- 歐盟文藝基金會，歐洲
- 高雄市立美術館，臺灣
- 紐約阿爾巴尼歷史與藝術館， 紐約， 美國
- 威斯康辛大學永久收藏， 威斯康辛州， 美國
- 紐約州立大學永久收藏， 紐約， 美國
- 加州大學聖地亞哥分校，美國加州
- Barclays Capital Bank，美國紐約
- Barclays Capital Bank，加拿大亞伯達
- Sun Products Corporate, Wilton， 康乃迪克州， 美國
- Siena College席耶納大學圖書館大廳， 紐約， 美國
- Freshens Inc. ，美國喬治亞州亞特蘭大
- Eileen Mason, National Endowments for the Arts（英语：National Endowments for the Arts）, USA（美國國家藝術基金會）
- 美國巴特勒藝術學院（英语：Butler Institute of American Art），美國俄亥俄州
- Johnson & Johnson, 美國
- SL Green Development，美國紐約總部
- Art Pool 公共藝術，匈牙利布達佩斯[5]

## 部分精選個展
- 1996 Rensselaer Polytechnic Institute， 紐約， 美國
- 1996 龍門畫廊，臺北， 臺灣
- 1996 台北市立美術館，臺北， 臺灣
- 1997 Rensselaer Polytechnic Institute， 紐約， 美國
- 1998 Artemisia Gallery，芝加哥，美國
- 1998 Albany Center Gallery， 紐約， 美國
- 1998 龍門畫廊，臺北，台灣
- 2000 龍門畫廊，臺北，台灣
- 2000 亞諾美術館，傑克森帕洛克結論展，美國紐約州
- 2003 Scott White Contemporary Art，美國加州聖地牙哥
- 2005 Butler Institute of America Art 美術館，美國俄亥俄州
- 2005 Jacqueline Casey Hudgens 藝術中心，亞特蘭大，喬治亞州，美國
- 2006 Carla Massoni 畫廊，美國馬里蘭州
- 2007 Allen Shepard畫廊，紐約，美國
- 2007 Scott White Contemporary Art， 聖地牙哥，加州，美國
- 2008 Carla Massoni畫廊，馬里蘭，美國
- 2009 Scott White Contemporary Art， 聖地牙哥，加州，美國
- 2009 Allen Shepard畫廊，紐約，美國
- 2010 LWFA， 紐約， 美國
- 2011 Scott White Contemporary Art， 聖地牙哥，加州，美國
- 2011 名山藝術， 臺北， 臺灣
- 2012 臺北當代藝術中心，臺北，臺灣
- 2012 北京鑄造美術館， 現代畫廊， 臺中， 臺灣
- 2012 LWFA， 紐約， 美國
- 2012 名山藝術， 臺北， 臺灣
- 2013 名山藝術， 臺北， 臺灣
- 2014 Art Solo, Art Taipei，名山藝術， 臺北， 臺灣
- 2014 Scope ，邁阿密，美國
- 2014 Art Taipei，臺北，臺灣
- 2015 Art Taipei，臺北，臺灣
- 2016 心晴美術館《航線》，臺北， 臺灣
- 2016 現代畫廊， 臺中， 臺灣
- 2016 名山藝術《流～線》，臺灣臺北
- 2016 《流•變》，台北當代藝術館 MOCA Taipei，臺灣臺北
- 2016 第四章協奏曲， 國立交通大學藝文中心， 新竹， 臺灣
- 2016 Art Taipei，觀想藝術，臺北，臺灣
- 2017 Art Taipei，名山藝術，臺北，臺灣
- 2017 Art Beijing，中國北京[5]
- 美國在台協會，台灣
- 洛杉磯郡立美術館，美國加州

## 部分群展
- 1999 紐約亞諾美術館雙年展「Re-Representational Biennale」，美國紐約
- 2001 義大利佛羅倫斯雙年展，義大利佛羅倫斯
- 2002 美國大使館展覽，菲律賓、丹麥、約旦、新加坡、包貝多斯、賴比瑞亞、俄羅斯莫斯科、美國聯邦政府
- 2005《理性與感性之間》，台北市立美術館，台灣
- 2012 玉山國家公園，玉山展，台灣
- 2013 美國大使館展覽，波蘭華沙
- 2014 Scope Miami，美國佛羅里達州邁阿密
- 2014 皇后美術館，美國紐約[註 1][5]

## 获得奖项
- 1979年亞洲十大傑出青年人才繪畫獎冠軍，香港
- 1980年亞洲青年競賽優等獎，臺灣
- 1995年紐約州立大學收藏獎，紐約，美國
- 1995年威斯康辛大學收藏獎，威斯康辛，美國
- 1996年獲藝術家獎，國家文化基金會，臺灣
- 1996年紐約哈德遜邀請展，紐約州首府藝術中心，紐約，美國
- 1996年藝術家藝術學派榮譽獎，紐約藝術基金會 NYFA，紐約，美國
- 1997年紐約藝術基金會榮譽獎章，紐約，美國
- 1997年最受歡迎獎，紐約州立大學，紐約，美國
- 1998年紐約雙年展，紐約州立博物館，紐約，美國
- 1998年哈德遜藝術家首獎，斯克內克塔迪博物館，紐約，美國
- 1998年公開報新聞獎首獎，阿爾巴尼歷史藝術博物館，紐約，美國
- 1998年紐約州議會1998年藝術家獎，紐約，美國
- 1999年获得藝術家研究獎金
- 1999年美國國務院藝術大使，阿曼美國大使館，約旦
- 2000年获得紐約藝術基金會獎（英语：New_York Foundation for the Arts）
- 2000年海倫娜魯賓斯坦藝術家榮譽獎章，紐約，美國
- 2001年参加意大利佛羅倫斯雙年展获得“Lorenzo iI Magnifico”獎章
- 2001年蘇富比特展-New York Foundation for the Arts Fellows，紐約，美國
- 2002年美國國務院藝術大使，馬來西亞美國大使館
- 2002年Centre D’Art I Naturea, Farrera De Pallars 駐村藝術家，西班牙
- 2003年美國國務院藝術大使，馬尼拉美國大使館，菲律賓
- 2003年美國國務院藝術大使，新加坡美國大使館
- 2005年获得傑克生帕洛克基金會獎（英语：Pollock-Krasner Foundation）
- 2006年美國國務院藝術大使，巴貝多斯美國大使館，加勒比海
- 2006年美國國務院藝術大使，博茨瓦那美國大使館，非洲
- 2006年臺灣總統府，當代陶藝展，臺北，臺灣
- 2006年美國國務院藝術大使，美國大使館，香港
- 2008年非洲博茨瓦那，文化交流計畫，美國國務院，非洲
- 2009年非洲納米比亞，文化交流計畫，美國國務院，非洲
- 2010年美國國務院藝術大使，美國在台協會，美國
- 2011年美國國務院藝術大使，哥本哈根美國大使館，丹麥
- 2012年获得台灣玉山銀行玉山獎[4]
- 2012年美國國務院藝術大使，波蘭美國大使館，華沙，波蘭
- 2012年美國國務院藝術大使，納米比亞美國大使館，非洲
- 2018年美國國務院藝術大使，美國在台協會，美國
- 2019年美國國務院藝術大使博茨瓦那藝術交流計劃，博茨瓦那美國大使館，非洲
- 2022年美國國務院藝術大使，美國在台協會，臺灣